# Medicus (Ausstellung)
Medicus – Die Macht des Wissens war eine kulturhistorische Sonderausstellung im Historischen Museum der Pfalz in Speyer, die sich der fünftausendjährigen Geschichte der Medizin widmete. Die Ausstellung wurde vom 8. Dezember 2019 bis zum 13. Juni 2021 gezeigt.

## Hintergrund
Die medizinhistorische Sonderausstellung orientierte sich am Roman Der Medicus des US-amerikanischen Schriftstellers Noah Gordon. Auch die Verfilmung des Romans aus dem Jahr 2013 diente als Bezugspunkt.
Die Ausstellung wurde unter Mitarbeit Eckart von Hirschhausens kuratiert.

## Laufzeit
Ursprünglich sollte die Ausstellung vom 8. Dezember 2019 bis zum 21. Juni 2020 andauern. Aufgrund des pandemiebedingten ersten Lockdowns wurde die Ausstellung jedoch von März bis September 2020 für den Publikumsverkehr geschlossen. Aufgrund wiederholter Schließungen während der Pandemie wurde die Ausstellung bis zum 13. Juni 2021 verlängert.
Die Wiedereröffnung wurde durch die finanzielle Unterstützung des Landes Rheinland-Pfalz ermöglicht. Zudem wurden die Leihfristen für die Exponate verlängert.

## Ausstellungsstücke
Ausgestellt waren über 600 Exponate, aus dem Altertum bis zur Gegenwart. Zu den Leihgebern zählen unter anderem die Uffizien in Florenz, der Louvre in Paris sowie die Staatlichen Museen zu Berlin.
Mit der Wiedereröffnung im September 2020 wurden elf Stationen in grüner Farbe ergänzt, die sich auf die COVID-19-Pandemie bezogen. Die Tafeln setzten die Pandemie mit vorangegangenen Ereignissen, wie der Spanischen Grippe, in Bezug und zeigten wie epidemische Krankheiten über Jahrhunderte hinweg wahrgenommen wurden. Weiterhin wurden Exponate mit Kontext zum Zeitgeschehen dargestellt. Ausgestellte Gegenstände zum Thema COVID-19 waren beispielsweise: die Häkelarbeit Virus von Katharina Krenkel, ein Aluhut, mehrere Atemschutzmasken (u. a. von prominenten Persönlichkeiten) und ein Corona-Testset.